# Eusarsiella springthorpei
Eusarsiella springthorpei is een mosselkreeftjessoort uit de familie van de Sarsiellidae. De wetenschappelijke naam van de soort is voor het eerst geldig gepubliceerd in 1987 door Hall.